# Get Up! (Ben Harper)
| Recensione | Giudizio |
| ---------- | -------- |
| AllMusic   |          |

Get Up! è l'undicesimo album studio del cantante statunitense Ben Harper e del musicista statunitense Charlie Musselwhite, pubblicato il 29 gennaio 2013.

## Tracce
1. Don't Look Twice – 3:12 (Ben Harper)
2. I'm In, I'm Out, I'm Gone – 4:36 (Ben Harper, Jason Mozersky)
3. We Can't End This Way – 3:34 (Ben Harper)
4. I Don't Believe a Word You Say – 3:16 (Ben Harper)
5. You Found Another Lover (I Lost Another Friend) – 4:12 (Ben Harper)
6. I Ride at Dawn – 4:41 (Ben Harper, Jesse Ingalls)
7. Blood Side Out – 2:51 (Ben Harper, Jason Mozersky)
8. Get Up! – 6:16 (Ben Harper, Jesse Ingalls)
9. She Got Kick – 2:56 (Ben Harper, Jason Mozersky)
10. All That Matters Now – 4:53 (Ben Harper, Jason Mozersky)

## Formazione
- Ben Harper – composizioni, chitarra, produzione, slide guitar, voce
- Jesse Ingalls – basso, composizioni, tastiere
- Jason Mozersky – composizioni, chitarra
- Charlie Musselwhite – armonica, cori
- Pebbles Phillips – cori
- Jordan Richardson – batteria, produzione
- Marti Walker – cori
- C.C. White – cori

## Classifiche
| Classifica         | Posizione migliore |
| ------------------ | ------------------ |
| The Billboard 200  | 27                 |
| Top Blues Albums   | 1                  |
| Top Digital Albums | 18                 |
| Top Rock Albums    | 10                 |